# Ресторан "Operakällaren" у Стокхолму
"Operakällaren" је класичан и ексклузиван ресторан у Кунгстредгордену у Стокхолму. Преко корпорације Нобис је у власништву Алесандра Катеначија. "Operakällaren" је отворен 1787. године и током првих деценија био је обичан ресторан. Тридесетих година 18. века постао је познат по својој клијентели, од којих су многи били уметници и политичари. Током 1870-их, "Operakällaren" је преуређен у ексклузивнији ресторан од стране тадашњег власника Бенгта Карлсона.
Ресторан је имао ланене столњаке и салвете на столовима, а зидови су били обложени дрвеним панелима. Позване су даме стокхолмског друштва и уведен је нови тренд сервирања кафе. Ресторан се првобитно звао „Тераса“ по свом делу на отвореном.
Опера бар је отворен 1905. године како би ресторан могао да се такмичи са другим ексклузивним ресторанима у околини. Педесетих година прошлог века ресторан је био дотрајао и компанија је губила новац неколико година. Власник бара Торе Вретман, који је био власник других ресторана, прихватио је изазов да ресторану врати некадашњи сјај.
Изграђена је нова модерна кухиња, вински подрум и нови простор за послуживање на отвореном. Реновирање је трајало шест година и "Operakällaren"  је поново званично поново отворен 1961. Године 2010. "Operakällaren"  је изгубио своју звезду у Мишелиновом водичу, али ју је вратио 2014, под новим главним куваром Стефаном Катеначијем.